# Marijan Karabin
Marijan Karabin (Gornja Stubica, 25. srpnja 1936.), hrvatski domovinski i iseljenički književnik,

## Životopis
Rodio se je u Gornjoj Stubici, u kojoj je završio osnovnu školu. Gimnaziju i studij je završio u Zagrebu. Diplomirao je germanistiku i psihologiju. Tijekom školovanja jedan je semestar bio u Münsteru. 1967. godine otišao je u ekonomsku migraciju u Švicarsku. Nastanio se je u Schaffhausenu.

## Djela
Objavio je djela:
- Pahuljice, Schaffhausen-Zagreb, 1987.

- U začaranom krugu, Zagreb,1989.

## Nagrade i priznanja
- Šimun Šito Ćorić uvrstio ga je u svoju antologiju 60 hrvatskih emigrantskih pisaca.[1]